# Krab
Krab (in russo Краб; in italiano "granchio") è un'isola russa che fa parte dell'arcipelago delle isole Curili ed è situata nel mare di Ochotsk. Amministrativamente fa parte del Kuril'skij rajon dell'oblast' di Sachalin, nel Circondario federale dell'Estremo Oriente.

## Geografia
Krab è una piccola isola dalla forma irregolare con una stretta baia interna, che vista dall'alto assomiglia alla sagoma di una chela di granchio, da cui il nome. Ha un diametro di circa 300 m e un'area di 0,06 km². Si trova a nord della baia di Ščukin (залив Щукина) al largo della costa sud-occidentale di Urup e dista 4,8 M dalla sua estremità meridionale: capo Van-der-Linda (мыс Ван-дер-Линда). Le coste dell'isola sono ripide e rocciose e la cima è ricoperta di vegetazione. Una barriera corallina si estende tra l'isola e la costa.

### Fauna
Una spedizione del 2006 ha rilevato la presenza sull'isola di Phoca vitulina stejnegeri (una sottospecie della Phoca vitulina), avvistata anche sull'isolotto Karlik (vicino a Rasšua) e sulle scogliere di Simušir.